# Mugimakivliegenvanger
De mugimakivliegenvanger (Ficedula mugimaki) is een zangvogel uit de familie van vliegenvangers (Muscicapidae). De vogel komt voor in een groot deel van Oost-Azië. Het is een trekvogel die overwintert in tropisch Zuidoost-Azië. Het woord mugimaki komt uit het Japans en betekent zaaier.

## Kenmerken
De mugimakivliegenvager is een vliegenvanger van 13 cm lengte. Het volwassen mannetje heeft een lichte wenkbrauwstreep en een duidelijke brede witte vleugelstreep. Van boven is de vogel donkergrijs tot bijna zwartblauw en de borst is roodbruin. Volwassen vrouwtjes zijn egaal bruin en grijs en hebben een minder duidelijke wenkbrauw- en vleugelstreep en maar weinig roodbruin op de borst.

## Verspreiding en leefgebied
De mugimakivliegenvanger komt voor als broedvogel in Oost-Siberië en Noordoost-China. In de winter trekt de vogel naar Zuidoost-Azië tot in het westen van Indonesië en de Filipijnen. Het leefgebied van overwinterende vogels is vooral montaan tropisch bos tot een hoogte van 1800 m boven de zeespiegel.Tijdens de trek wordt de vogel ook in tuinen en parken en op eilanden gezien.

## Status
De mugimakivliegenvanger heeft een enorm groot verspreidingsgebied en daardoor is de kans op uitsterven gering. De grootte van de populatie is niet gekwantificeerd. De vogel is betrekkelijk algemeen in het broedgebied en plaatselijk algemeen (maar op andere plaatsen weer schaars) in het overwinteringsgebied. Er is aanleiding te veronderstellen dat de aantallen redelijk constant blijven. Om deze redenen staat deze vliegenvanger als niet bedreigd op de Rode Lijst van de IUCN.

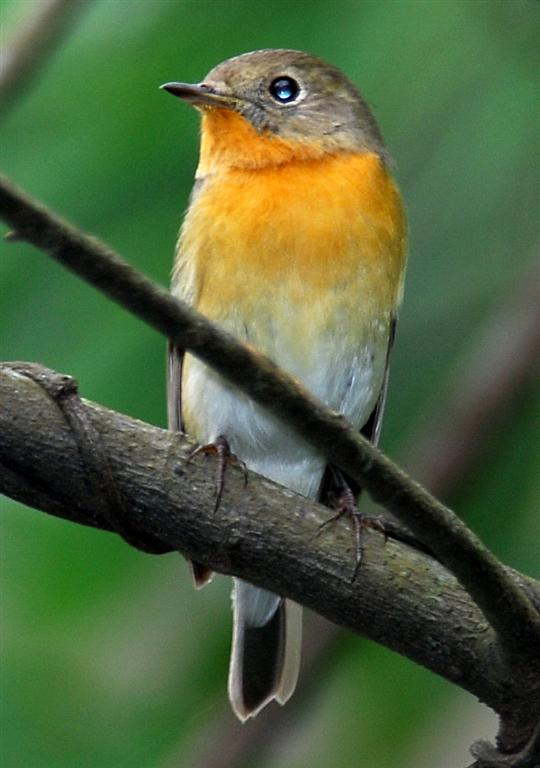
Mannetje eerste zomer
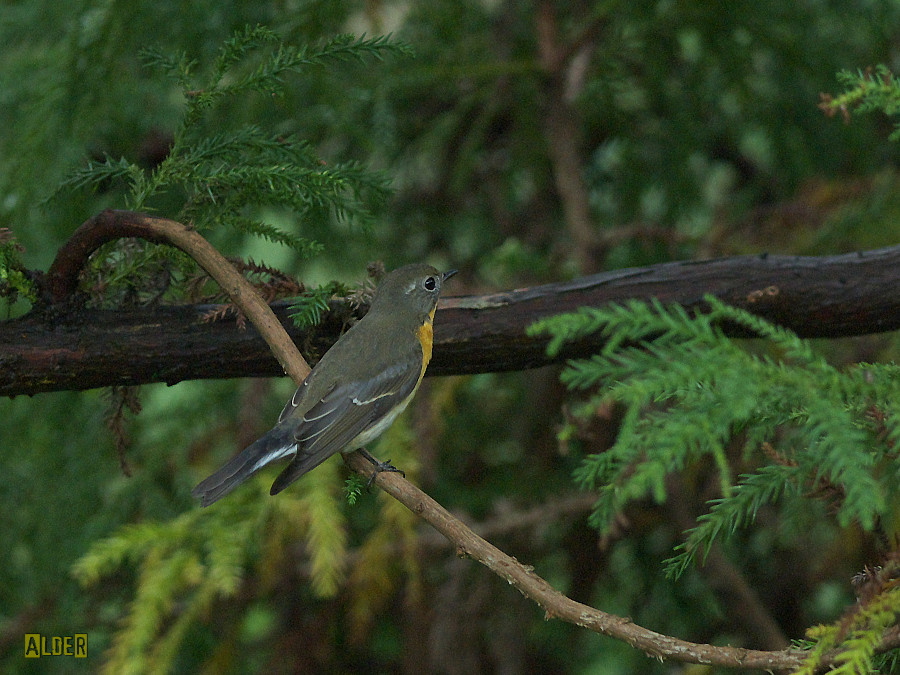
Volwassen vrouwtje